# Marilyn Horne
Marilyn Horne (Bradford, Pennsilvània, els Estats Units, 16 de gener de 1934). és una mezzosoprano estatunidenca.

## Biografia
Filla d'un tenor aficionat, es va traslladar amb la seva família a Califòrnia i va estudiar cant, primer amb Bittenbender i Hazel Edna Llum, i després amb William Vennard a la Universitat del Sud de Califòrnia. Va debutar com a cantant d'òpera a Los Angeles el 1954 amb la Companyia d'Opera Guild, dirigida per Carl Ebert, fent els papers de Hansel, a Hansel i Gretel, de Humperdinck, i Hata, a la La núvia venuda, de Smetana, i després el personatge principal de La ventafocs, de Rossini. Durant el mateix període copia les cançons interpretades per l'actriu Dorothy Dandridge a la pel·lícula Carmen Jones, d'Otto Preminger, en la nova versió musical de Carmen, de Bizet.
Horne va valorar sempre els estudis amb Lotte Lehmann. a Santa Barbara: "Lehmann va inaugurar el món sencer del que la imaginació pot fer per un cantant." Es remunta a 1956 el seu primer concert a Itàlia, amb música de Monteverdi i Schütz a la Basílica de Sant Marc a Venècia, sota la direcció de Robert Craft.
En la tardor de 1956 es trasllada a Europa, primer a Viena, on va estudiar durant un any, després a la ciutat alemanya de Gelsenkirchen, un centre industrial del Ruhr, on es va unir a la companyia d'òpera local. Va ampliar el repertori, especialment en el registre de soprano: Wozzeck, Mimi, Minnie, Tatiana, Amelia a Simon Boccanegra, Marie a Carmen i La filla del regiment. A Itàlia és Jocasta a Èdip Rei de la RAI, i és Gerhild a Die Walküre al San Carlo de Nàpols. El 21 de febrer de 1961, una actuació en concert de la Societat Americana d'Òpera marca el seu debut en la trobada de Nova York amb Joan Sutherland. Així va començar una col·laboració contínua i molt reeixida amb ella i el seu marit, el director Richard Bonynge, portant l'art del bel canto, en el registre de la veu de soprano, a un nivell molt alt. D'aquesta manera, els anys seixanta van ser marcats per una sèrie d'estrenes amb el nom de Rossini: Arsace (1964, Carnegie Hall), Isabel (1968, Roma, RAI), Rosina (1968 Maggio Musicale Fiorentino), i Arsace (1969, Londres), Drury Lane, amb Joan Sutherland i Richard Bonynge) a l'històric neoclàssic a La Scala l'abril de 1969, dirigits per Thomas Schippers.
En aquest punt de la carrera tenint ja un segell dedicat i havent fet un gran nombre de recitals, va participar en la gravació extraordinària de Norma i Semiramide, al costat de Joan Sutherland. El 1969 va treballar en Un impacte, dirigida per Georg Solti, Orfeo ed Euridice, de Gluck. El març de 1970 va arribar el debut a la Metropolitan Opera de Nova York amb l'Adalgisa, de Norma, al costat de Joan Sutherland i Carlo Bergonzi. Aquell mateix any canta Els Troians i El prophète a la RAI i a Roma, al costat de Renata Scotto, Luciano Pavarotti i Ghiaurov Nicolai, el Requiem de Verdi, dirigida per Claudio Abbado.
L'exploració d'un directori, de moment totalment obsolet, continua amb dues fites: el 1974, Tancredi, de Rossini, (presa en el 77 a l'Òpera de Roma) el 1978 i Orlando Furiós, de Vivaldi, que es va interpretar al Teatro Filarmonico de Verona. A aquestes, cal afegir noves funcions en el repertori tradicional: a Nova York, Eboli, Amneris i Salzburg. L'estiu de 1979 va tornar a Arsace amb Semiramide a Aix de Provença, en una cèlebre producció de Pier Luigi Pizzi, que marca el debut en el paper principal de Montserrat Caballé, i la revelació de Samuel Ramey. Els anys vuitanta van veure el naixement d'una relació especial amb el teatre La Fenice de Venècia, després de debutar amb Tancredi, de Rossini, i Rinaldo, en l'obra homònima de Haendel, també fa nombrosos concerts. En el Rossini Opera Festival de Pesaro fa dues estrenes, Cassandra, a Hermione, i Fallières, a Blanc Fallières, i un concert a l'aire lliure en què triomfa amb un Stabat Mater de Rossini sota la direcció de Giuseppe Sinopoli. El 1984 va protagonitzar un esdeveniment històric: el Rinaldo, que es torna a veure en el paper protagonista de la primera òpera de Händel, la qual es posa en escena al Metropolitan Opera. Gradualment, tanca l'activitat teatral cantant Semiramide, Els fantasmes de Versalles de Corigliano, Falstaff i Pelléas et Mélisande. Abans de la retirada definitiva continua participant en concerts. El gener de 1998 fa la darrera aparició en italià, a Roma.